# Pierre Lambert (homme politique)
Pour les articles homonymes, voir Boussel, Pierre Boussel, Lambert et Pierre Lambert.
Ne doit pas être confondu avec Pierre Lambert (homme politique, 1786-1852).
Pierre Boussel, plus connu sous son pseudonyme de Pierre Lambert ou tout simplement Lambert, né le 9 juin 1920 à Paris 12e et mort le 16 janvier 2008 à Champcueil, est un syndicaliste et homme politique français.
À partir de 1953 (année de la scission de la IVe Internationale fondée quinze ans plus tôt sous l'égide de Léon Trotsky), il est l'un des principaux dirigeants du mouvement trotskiste international. Candidat à l'élection présidentielle de 1988, il arrive en dernière position du premier tour avec 0,38 % des voix.
Ses partisans sont appelés « lambertistes ».

## Biographie

### Origines et vie privée
Pierre Boussel naît le 9 juin 1920, au 19 bis rue Chaligny dans le 12e arrondissement de Paris,. Son acte de naissance indique que sa naissance a eu lieu à 19 heures.
Il est issu d'une famille d'émigrants juifs russes très pauvres. Son père, Isser Boussel, est tailleur et sa mère, Sorka Grinberg, est femme au foyer. Son père et son oncle ont tous deux pris le chemin de l’exil après le décès de leurs parents pour fuir la misère et les persécutions subies alors par les juifs dans la Russie tsariste. Ses parents ne quitteront jamais les quartiers les plus pauvres de Paris, où s'est regroupé l’essentiel de la communauté ashkénaze. De culture juive, ils ne sont cependant pas pratiquants sur le plan religieux.
Il épouse en premières noces Suzanne Simkhovitch le 4 avril 1940 à la mairie du 12e arrondissement de Paris, avec qui il divorce le 21 novembre 1946, puis se remarie le 23 décembre 1947 avec Olga Marie Louise Faribault à Vincennes.

### Débuts
En 1934, il adhère aux Jeunesses communistes, dont il est exclu pour avoir posé des questions sur le pacte Laval-Staline, à la suite duquel le Parti communiste rompt avec sa tradition antimilitariste. En conséquence, il rejoint en 1936, à l'âge de seize ans, l'Entente des Jeunes Socialistes de la Seine, alors dominée par la tendance de Marceau Pivert, la Gauche révolutionnaire. Lorsque l'organisation de jeunesse est exclue de la SFIO, il participe à la fondation des Jeunesses socialistes révolutionnaires (JSR) avec Fred Zeller et Yvan Craipeau.
En 1937, il fait ses premiers pas dans le mouvement syndical en adhérant à la Confédération générale du travail. Le mouvement « pivertiste » comprend alors une minorité de militants trotskistes qui font de l'« entrisme », dont Pierre Frank, qui amène Pierre Boussel à rejoindre le trotskisme. Il prend donc sa carte au Parti communiste internationaliste de Raymond Molinier.
Il fait des études d'histoire tout en travaillant comme postier « auxiliaire ».

### Occupation
En 1939, le gouvernement dissout les deux principales organisations trotskistes, le Parti ouvrier internationaliste (POI) de Pierre Naville et le Parti communiste internationaliste (PCI) de Raymond Molinier. Pierre Boussel milite alors dans la clandestinité au sein du Comité international pour la construction de la IVe Internationale.
Avec Roger Foirier, l'animateur des auberges de jeunesse et Jacques Privas, il essaie de relancer le PCI avec Henri Molinier, le frère de Raymond, qui effectue quelques arnaques afin d'obtenir des fonds. Pendant la drôle de guerre, ils diffusent des tracts aux soldats, dans les gares, appelant au « défaitisme révolutionnaire ».
Le 13 ou le 15 février 1940, Pierre Boussel est arrêté avec neuf militants trotskistes, accusés d'être en « infraction au décret du 1er septembre 1939 sur la publication de textes de nature à nuire au moral de l'armée et de la population ». Le rapport de police se termine ainsi : « […] se réclame ouvertement du marxisme-léninisme intégral, du défaitisme révolutionnaire et de l'antimilitarisme. » Condamné à une peine d'emprisonnement de huit mois à trois ans (selon les sources) pour atteinte à la sûreté de l'État, il est incarcéré à la prison de la Santé ; il s’évade en juin 1940, pendant un transfert.
Certains trotskistes, dont David Korner, alias Barta et les pablistes, l'accuseront par la suite de s'être renié en captivité et d'avoir donné des noms.
En 1940-1941, il est membre du Parti communiste internationaliste d'Henri Molinier. Il y dénonce à plusieurs reprises l'orientation « Testu » (pseudonyme de Henri Molinier) dans les bulletins intérieurs du Comité communiste internationaliste, organisation à laquelle appartiennent les deux hommes, et ne pratique à aucun moment l'entrisme dans des organisations fascistes comme le Rassemblement national populaire de Marcel Déat.
Pendant l'Occupation, Pierre Boussel, alias « Lambert » (pseudonyme choisi en référence au nom bonhomme et rassurant d'un personnage des Misérables de Victor Hugo), est exclu du Parti communiste internationaliste (PCI) avec sa compagne. Il rejoint alors en décembre 1943 un autre groupe trotskiste : le Parti ouvrier internationaliste (POI) qui développe l'idée du « défaitisme révolutionnaire ». Le POI s'oppose notamment au mot d'ordre du Parti communiste français lors des combats de la Libération, « À chacun son boche », et prône l'orientation de la fraternisation des travailleurs français avec les soldats allemands et alliés : « Derrière chaque soldat allemand se cache un travailleur ». À cette époque, il participe également à la reconstruction des syndicats dans le cadre de la CGT clandestine.
En 1944, il œuvre à la fusion des deux groupes trotskistes, qui débouche sur la proclamation du Parti communiste internationaliste (PCI), section française de la IVe Internationale, dont il est membre du comité central. L'année suivante, il devient responsable de la commission ouvrière du PCI.
Après la guerre, Pierre Lambert devient contrôleur des allocations familiales, jusqu'à sa retraite en 1980.

### Scission de laIVeInternationale
Lors de la scission de la CGT en 1947, Lambert choisit de rester dans ce syndicat plutôt que de rejoindre Force ouvrière. Mais, en 1950, il organise une délégation de syndicalistes en Yougoslavie pour évaluer le régime de Tito, alors qualifié de fasciste par Staline. Cela lui vaut d'être exclu de la CGT comme « hitléro-trotskiste » : c'est le nom que le Parti communiste français applique aux trotskistes en général.

Logo de la Quatrième Internationale.

En 1953, la majorité du Parti communiste internationaliste (PCI), dirigé par Marcel Bleibtreu, Michel Lequenne et Pierre Lambert refuse les thèses du secrétaire de la IVe Internationale, Michel Pablo.
Dans le PCI, Lambert, connu comme un spécialiste des affaires syndicales, prend rarement position sur les questions internationales. Mais quand Michel Pablo soulève la question de l’entrisme « sui generis » dans le Parti communiste français — la perspective d’une période nécessaire d’« États ouvriers dégénérés » qui pourrait durer des centaines d’années —, il ne prend pas position jusqu’à ce que son champ d’opération syndical soit menacé. Il soutient alors la direction du PCI autour de Marcel Bleibtreu. Le parti éclate en deux groupes hostiles l’un envers l’autre sur cette question de l’entrisme « sui generis ». Cette lutte contre le « pablisme » jouera par la suite un rôle essentiel dans la culture du courant lambertiste.
Peu après, Lambert se retourne contre Marcel Bleibtreu et Michel Lequenne, qui sont exclus du PCI, malgré le rôle qu’ils ont joué dans la lutte contre les thèses pablistes. Il devient le principal dirigeant du groupe majoritaire et préside à la constitution du Comité international pour la reconstruction de la IVe Internationale.

### Naissance du «lambertisme»
À partir de 1954, le groupe Lambert s’associe avec le Socialist Workers Party (Parti socialiste des travailleurs) américain pour former ce Comité international de la IVe Internationale. Une décennie plus tard, celui-ci éclatera lorsque, avec la marginalisation de Michel Pablo dans sa propre organisation, le groupe américain rejoindra le Secrétariat unifié de la Quatrième Internationale.
En 1956, Lambert participe à la fondation du Comité de liaison pour l’action et la démocratie ouvrière (CLADO), regroupement de militants ouvriers, démocrates et laïques.
En 1958, il fonde et publie le journal Informations ouvrières, qui porte pour sous-titre « Tribune libre de la lutte des classes ». Le titre aura un certain succès ; il existe toujours en 2024 en tant qu'organe du Parti ouvrier indépendant (POI).
En 1961, il adhère à Force ouvrière (la CGT-FO). Il est plusieurs années durant l’un des responsables de la chambre syndicale CGT-FO de la Sécurité sociale de la région parisienne. À ce titre, il joue un rôle important dans le mouvement syndical au niveau national.
En 1963, alors que l’organisation s'est renforcée en France, il lance le slogan « passer du groupe à l’organisation », puis au parti, ce qui débouche sur la proclamation de l’Organisation communiste internationaliste (OCI).
En 1968, à la suite du décret du 12 juin qui dissout, entre autres, l'OCI, Lambert dépose une requête devant le Conseil d'État, obtenant en juillet 1970 l'annulation du décret pour excès de pouvoir.
En 1982, l'OCI reprend le nom de Parti communiste internationaliste (PCI), le nom étant vacant depuis 1968.

#### Commentaire
« Le lambertisme fut […] une école de pensée majeure de la gauche française. Ce courant a irrigué la social-démocratie hexagonale, aussi bien d’un point de vue politique, syndical, que dans le monde associatif et la franc-maçonnerie. Chez les intellectuels aussi sa marque est présente, avec plusieurs historiens et journalistes passés par ses rangs. »

— Abel Mestre, Le Monde.

### Ligne de la démocratie

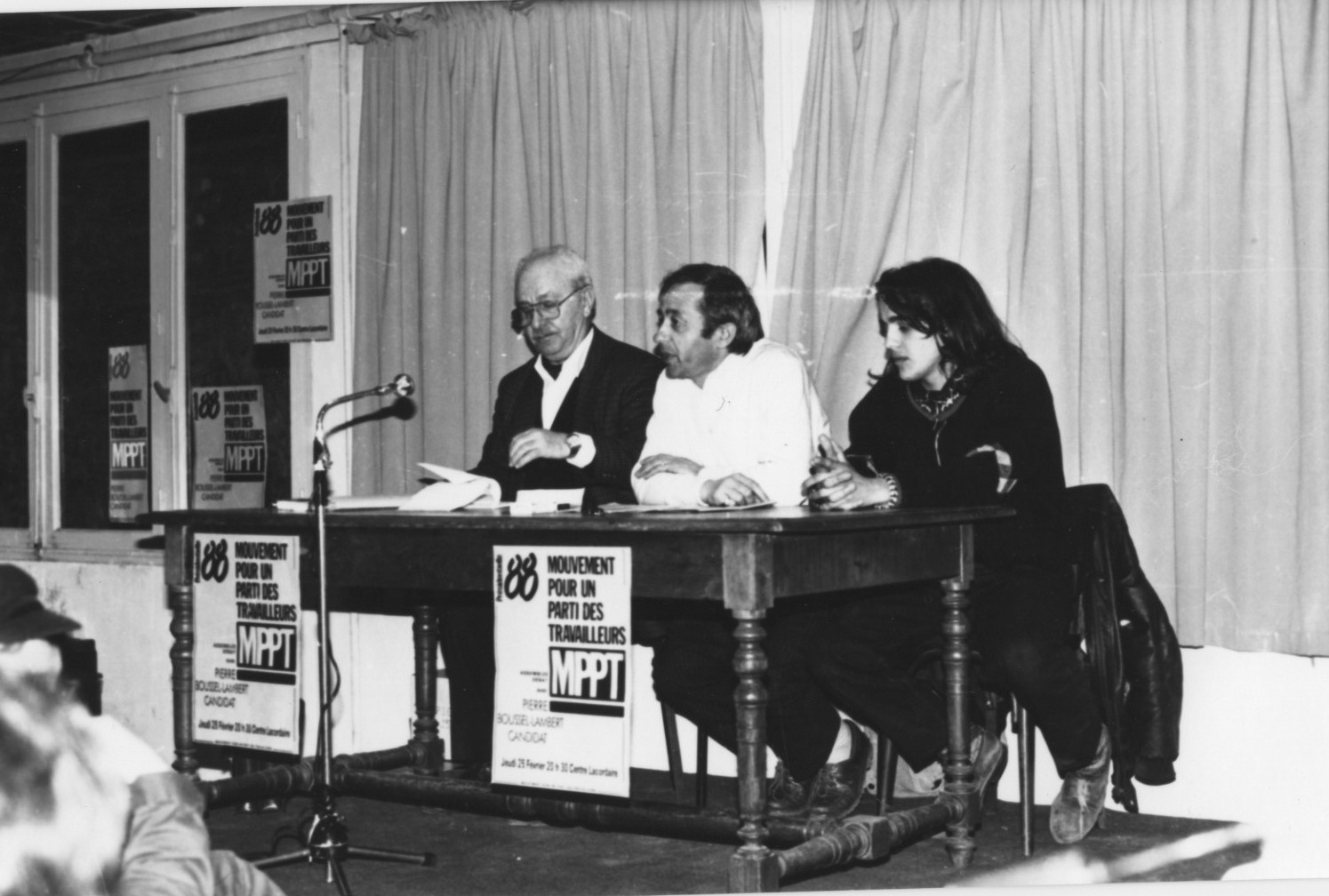
De gauche à droite : Pierre Lambert, Jean-Paul Cros (responsable PCI de l’Hérault) et Alexis Corbière lors d’un meeting du Mouvement pour un parti des travailleurs (MPPT), à Montpellier, en février 1988.

Ayant pris en 1980 sa retraite de la Sécurité sociale, Lambert poursuit son travail d'organisation. Après un bref rapprochement avec le révolutionnaire argentin Nahuel Moreno, il rompt avec celui-ci en 1981.
À partir de 1983, il impulse une discussion sur la « ligne de la démocratie » et la « transition » vers la construction d'un parti et d'une Internationale qui aboutit en France, en 1985, à la constitution du Mouvement pour un parti des travailleurs (MPPT). L'activité politique de Pierre Lambert l'amène à faire exclure quantité de dirigeants très importants de son mouvement, tel Stéphane Just, auquel son nom a été longtemps associé ; et aussi François Chesnais, Omar Fernandez, François Peretie, René Revol, etc. Au nombre des exclus on relève aussi Pierre Broué, militant et historien, auteur de nombreux ouvrages et de la publication de nombreux textes de Trotsky, à qui il est reproché d'avoir donné une conférence sur le marxisme devant une association animée par des royalistes[réf. nécessaire]. Cette politique débouchera sur la création du Parti des travailleurs en 1992.

### Élection présidentielle de 1988
Après avoir appelé à voter pour François Mitterrand dès le premier tour en 1981, Lambert est candidat à l'élection présidentielle de 1988. Il obtient 0,38 % des suffrages.
En 1992, lors de la fondation du Parti des travailleurs, les lambertistes, qui représenteraient environ la moitié des adhérents, sont regroupés dans le Courant communiste internationaliste (CCI). Cette ligne se traduit au niveau international par des « conférences mondiales ouvertes », puis, en 1993, par la reproclamation de la IVe Internationale, dont il est le dirigeant. Celle-ci tiendra son quatrième congrès en 1999, le cinquième en 2002 et le sixième en 2006. CCI, trotskiste, devient, par la suite, la principale composante du Parti des travailleurs.

## Hommage
Après son décès, le numéro 529 de La Raison, mensuel de la libre-pensée, lui consacre deux pages, dont une est signée par Marc Blondel.

## Publications

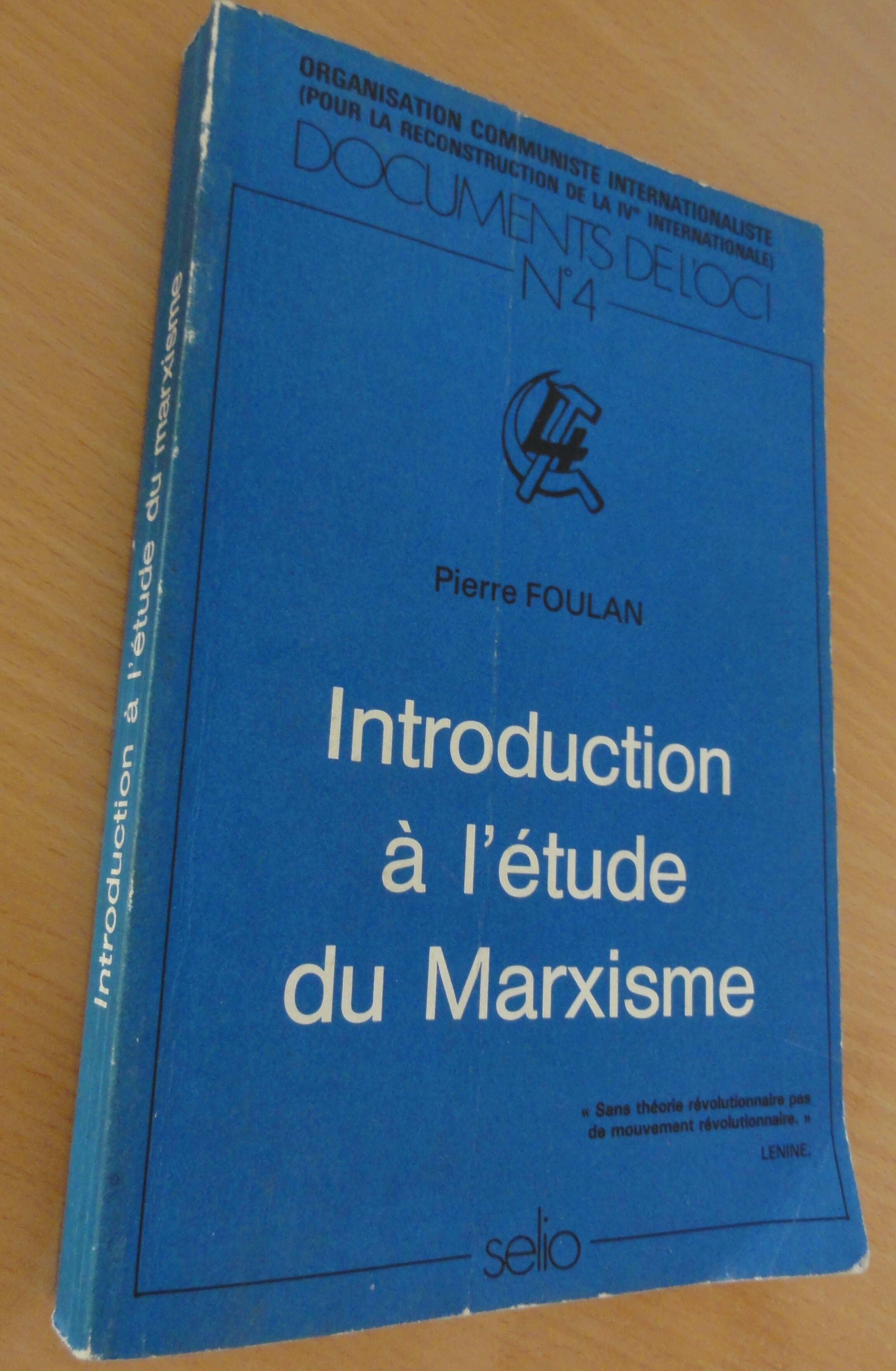
Le « Foulan ».

- Pierre Foulan (Pierre Lambert et Pierre Fougeyrollas), Introduction à l'étude du Marxisme, SELIO, 203 pages, 1975
- Pierre Philippe Lambert et Gérard Le Marec, Partis et mouvements de la collaboration - Paris 1940-1944, Paris, Jacques Grancher, 1993, 257 p. (ISBN 2-7339-0420-5, présentation en ligne)
- Daniel Gluckstein et Pierre Lambert, Itinéraires, éditions du Rocher, 2002  (ISBN 2268042332) Ce livre a été écrit en grande partie en réponse aux enquêtes sur Pierre Lambert, notamment le livre de Christophe Bourseiller de 1997.

#### Article
- Dossier. Abel Mestre, « Le lambertisme, une histoire clandestine de la gauche française », Le Monde (14 août 2021) École de pensée majeure de la gauche, à la vie interne tumultueuse, le trotskisme « lambertiste » a fourni plusieurs hommes politiques de premier plan. Lionel Jospin (premier ministre), Jean-Christophe Cambadélis (premier secrétaire du PS) ou encore Jean-Luc Mélenchon (candidat à plusieurs présidentielles) sont issus de ses rangs.

### Source
- (en) Cet article est partiellement ou en totalité issu de l’article de Wikipédia en anglais intitulé « Pierre Lambert » (voir la liste des auteurs).